# Zugmeldebetrieb

Telephon für die Zugmeldung (1928)

Als Zugmeldebetrieb bezeichnet man im Bahnbetrieb ein Betriebsverfahren zur Sicherung von Zugfahrten, bei dem im festen Raumabstand gefahren wird. 

## Grundsatz
Die dazu notwendige Kommunikation zwischen den Betriebsstellen erfolgt fernmündlich oder halbautomatisch über eine Zugnummernmeldeanlage, per Zugmeldung. Außerdem erfolgt mit Zugmeldungen eine Information der Betriebsstellen über den Zugverkehr.
Da der Zugmeldebetrieb bei Eisenbahnen des Bundes in der Fahrdienstvorschrift – der Richtlinie 408 der Deutschen Bahn AG – geregelt ist, spricht man auch vom Betrieb nach Richtlinie 408 bzw. Betrieb nach FV-DB.
Nach dieser gibt es vier Zugmeldungen: Anbieten und Annehmen, Abmelden und Rückmelden, wobei nicht auf jeder Strecke in jeder Situation jede Zugmeldung angewendet wird.
Betriebsstellen, die die Folge der Züge (d. h. deren Abstand) regeln, sind Zugfolgestellen (etwa Blockstellen). Können diese auch die Reihenfolge der Zugfahrten regeln, sind sie zusätzlich Zugmeldestellen (etwa Bahnhöfe, Überleitstellen und Abzweigstellen). Die Zugmeldungen Anbieten und Annehmen sowie Abmelden werden stets zwischen zwei Zugmeldestellen durchgeführt, die Rückmeldung kann jedoch – je nach Bauart des Streckenblocks – zwischen benachbarten Zugfolgestellen erfolgen.
Die Durchführung der jeweiligen Zugmeldungen wird auch als Zugmeldeverfahren bezeichnet.

## Prinzip
Um ein Fahren im festen Raumabstand zu gewährleisten, muss sichergestellt sein, dass eine Fahrt in einen Streckenabschnitt zwischen zwei Betriebsstellen (d. h. in einen sog. Zugfolgeabschnitt) nur dann erfolgt, wenn
- der Abschnitt (inkl. Schutzabschnitt) frei von Fahrzeugen ist,
- der nächste Zug in der Regel durch ein haltzeigendes Signal gedeckt wird und
- das Gleis nicht durch einen Zug der Gegenrichtung beansprucht wird.

Dazu müssen sich die beteiligten Betriebsstellen über
- das Zulassen einer Zugfahrt (durch Anbieten und Annehmen) und
- die vollständige Räumung des Abschnitts nach Räumungsprüfung – für diese ist in der Regel ein haltzeigendes Signal am Abschnittsende erforderlich – (durch Rückmelden)

verständigen. Durch die Abmeldung werden die Betriebsstellen außerdem über die Abfahrt eines Zuges informiert. Werden Streckengleise in nur einer gewöhnlichen Richtung befahren (wie etwa auf zweigleisigen Strecken), wird auf Anbieten und Annehmen in der Regel verzichtet, die Abmeldung wird jedoch immer durchgeführt. Das Rückmelden entfällt bei funktionsfähigem Streckenblock, der Folgefahrschutz wird dann durch diesen bewirkt.
Wortlaut und Verfahren der Zugmeldungen sind aus Gründen der Betriebssicherheit genau festgelegt. Insbesondere muss eine fernmündlich gegebene Zugmeldung vom Anrufer als solche angekündigt und vom Gesprächspartner wiederholt werden. Die Richtigkeit der Wiederholung muss der Anrufer bestätigen. Die Kommunikation wird darüber hinaus im Zugmeldebuch dokumentiert.

## Zugmeldebetrieb in Deutschland

### Wortlaute
Beim Anbieten und Annehmen bietet der Fahrdienstleiter, der einen Zug ablassen will, ihn dem Nachbarfahrdienstleiter an mit den Worten:
„Zugmeldung: Wird Zug (Zugnummer) angenommen?“
Der Befragte antwortet, wenn er zustimmt, mit den Worten
„Zug (Zugnummer) ja.“

Ist er nicht einverstanden, antwortet er 
„Nein warten“
 später nimmt er den Zug ohne erneutes Anbieten an mit 
„Jetzt Zug (Zugnummer) ja.“
Die Abmeldung erfolgt mit den Worten
„Zugmeldung: Zug (Nummer) (Zugmeldestelle) voraussichtlich ab (Minute der voraussichtlichen Ab- oder Durchfahrzeit).“
 oder
„Zugmeldung: Zug (Nummer) (Zugmeldestelle) ab (Minute der  Ab- oder Durchfahrzeit).“
Das Wort Zugmeldung ist nicht erforderlich, wenn sich die Abmeldung direkt an die Annahme anschließt.
Die Rückmeldung erfolgt mit den Worten:
Zugmeldung: Zug (Zugnummer) in (Name der Räumungsprüfstelle).
Alle Zugmeldungen, auch Weigerungen, werden schriftlich dokumentiert, vom Gesprächspartner wörtlich wiederholt und vom meldenden Fahrdienstleiter mit richtig bestätigt.
Beispiel für die Zugmeldungen mit Anbieten und Annehmen einer Zugfahrt auf eingleisiger Strecke:
Fahrdienstleiter Adorf„Zugmeldung: Wird Zug 602 angenommen?“
Fahrdienstleiter Bheim„Zug 602 ja.“
Fahrdienstleiter Adorf„Zug 602 Adorf voraussichtlich ab 13.“
Fahrdienstleiter Bheim„Ich wiederhole: Zug 602 Adorf voraussichtlich ab 13.“
Fahrdienstleiter Adorf„Richtig.“
…
Fahrdienstleiter Bheim„Zugmeldung: Zug 602 in Bheim.“
Fahrdienstleiter Adorf„Ich wiederhole: Zug 602 in Bheim.“
Fahrdienstleiter Bheim„Richtig.“
Auf zweigleisigen Strecken wird die Zugmeldung im Grundsatz nur durch die Abmeldung eingeleitet.
Beispiel: „Zugmeldung: Zug 601 Cstadt voraussichtlich ab 12.“
Besondere Wortlaute für Zugmeldungen gibt es bei parallel verlaufenden Strecken, sowie beim Abweichen vom Regelbetrieb, beispielsweise wenn Züge auf zweigleisigen Strecken ein Streckengleis gegen die gewöhnliche Fahrtrichtung befahren sollen.

### Anwendung
Das mündliche Zugmeldeverfahren ist auch heute noch die Grundlage des Zugbetriebes. Auf stärker befahrenen Strecken erfolgen die Zugmeldungen allerdings nicht mehr mündlich, sondern größtenteils automatisiert über sogenannte Zugnummernmeldeanlagen. Diese können in der Regel jedem Gleisabschnitt eine Zugnummer zuordnen. Bei einer Zugfahrt schaltet sie die Zugnummern von Gleisabschnitt zu Gleisabschnitt – auch zwischen Stellwerken – weiter. Damit kann die Abmeldung entfallen, da den beteiligten Betriebsstellen über die Zugnummernmeldeanlage bekannt ist, welche Züge von der Nachbarbetriebsstelle abgelassen wurden. Das Anbieten und Annehmen wird – wenn nötig – durch die Fahrdienstleiter über ein Eingabeterminal mit Anzeige durchgeführt. Damit lassen sich auch Zugnummern neu eingeben, löschen oder ersetzen. In elektronischen Stellwerken kann es in die Bedienoberfläche integriert sein. Müssen Rückmeldungen gegeben werden, ist allerdings auf das mündliche Zugmeldeverfahren zurückzugreifen. Die Zugnummernmeldeanlage ersetzt das Führen eines Zugmeldebuchs durch ein ausgedrucktes oder elektronisches Protokoll.
Im Falle von zentralisierter Stellwerksbedienung kann es vorkommen, dass ein Fahrdienstleiter für mehrere benachbarte Zugmeldestellen zuständig ist. Dann entfallen die Zugmeldungen zwischen diesen; der Fahrdienstleiter spricht also nicht mit sich selbst.

### Alternativen
Das Zugmeldeverfahren kommt, egal ob fernmündlich oder per Zugnummernmeldeanlage, auf allen regulär nach Fahrdienstvorschrift betriebenen Strecken zum Einsatz. Auf Nebenbahnen mit geringerer Belastung und vereinfachten betrieblichen Bedingungen kann der sogenannte Zugleitbetrieb zum Einsatz kommen. Die Zugleiter wickeln mit den benachbarten Fahrdienstleitern bzw. Zugleitern den Bahnverkehr mit modifizierten Zugmeldungen ab, der Betrieb innerhalb des Zugleitbereichs erfolgt nach einem eigenen Meldeverfahren. Die dort gegebenen Zuglaufmeldungen dienen im Wesentlichen der Verständigung zwischen dem Zugleiter und den Zugpersonalen, wie z. B. der Erteilung einer Fahrerlaubnis.

## Andere Länder
Das Zugmeldeverfahren in dieser Form oder mit leicht geänderten Wortlauten kommt bei diversen Bahngesellschaften zum Einsatz, wie z. B. in Luxemburg oder Österreich. Die Annahme eines Zuges bei den ÖBB geschieht beispielsweise nicht mit dem Wortlaut „Zug (Nummer) ja“, sondern mit „Zug (Nummer) darf kommen“.
Andere Bahnen setzen eigene Zugmeldeverfahren ein, die von den Grundideen (Anbieten auf eingleisigen Strecken, Abmelden einer Fahrt, Rückmeldung einer stattgefundenen Fahrt) her identisch sind, aber einem anderen Wortlaut unterliegen, durch Codes ersetzt sind oder beispielsweise zur besseren Protokollierung mit dem Austausch bestimmter (Zufalls-)Zahlen ergänzt werden. In Frankreich wird auf Zugmeldungen im Regelfall verzichtet, wenn die Züge in der Reihenfolge des vorgesehenen Fahrplans verkehren, eine bestimmte Verspätung nicht überschreiten und keine Störung in der Stellwerkstechnik vorliegt.